# 斉木美帆
斉木 美帆（さいき みほ、7月8日 - ）は、日本の女性声優。熊本県出身。青二プロダクション所属。

## 略歴
立命館大学大学院文学研究科修士課程心理学専攻修了。青二塾東京校22期生。

## 人物
趣味は旅行、散歩、読書、英会話。
絶対音感を持ち、英会話を得意としている。

## 出演
太字はメインキャラクター。

### テレビアニメ
2004年
- サムライガン（萌）
- 砂ぼうず（母）
- BECK（南真帆）
- ボボボーボ・ボーボボ（女性客1、カンガルー、やす子 他）
- リングにかけろ1（剣崎ガールズ、石松の弟）

2005年
- 巌窟王（子供）
- ケロロ軍曹（生徒）
- 砂ぼうず（のりおの母、松波の子供）
- SPEED GRAPHER（大統領補佐官）
- Xenosaga THE ANIMATION（ラピス）
- SoltyRei（ニュースアナ、アナウンサー、オペレーター 他）
- Paradise Kiss（麻生香）
- BLACK CAT（女性客）
- BLEACH（壺府リン、フリード 他）
- 冒険王ビィト（シバ/女バスター、シャギーガール）

2006年
- 出ましたっ!パワパフガールズZ（化粧品店の客、サル）
- ポケットモンスター アドバンスジェネレーション（イバラ）
- リングにかけろ1 日米決戦編（ケンザキガールズ、石松の弟）

2007年
- CLANNAD-クラナド-（三井）
- スカルマン（OL、レポーター）
- 少年陰陽師（中宮定子）
- スケッチブック 〜full color's〜（ぶち）

2008年
- 魔法遣いに大切なこと 〜夏のソラ〜（竹中優子）
- みなみけ〜おかわり〜（フユキ〈冬木真澄〉）

2011年
- デジモンクロスウォーズ 〜悪のデスジェネラルと七つの王国〜（レディデビモンA）

2020年
- なつなぐ!（おばちゃん、女子中学生B、伊月の友人？）

2022年
- BLEACH 千年血戦篇（2022年 - 2024年、壺府リン） - 2シリーズ

2025年
- BanG Dream! Ave Mujica（にゃむ 母親）

### 劇場アニメ
- 劇場版BLEACH MEMORIES OF NOBODY（2006年、壺府リン）
- 劇場版BLEACH Fade to Black 君の名を呼ぶ（2008年、壺府リン）

### OVA
- サクラ大戦 エコール・ド・巴里（2003年、白猫ダンサーズ）
- サクラ大戦 ル・ヌーヴォー・巴里（2004年、巴里の人々）
- イリヤの空、UFOの夏（2005年、中込真紀子）

### ゲーム
2003年
- 学園ヘヴン BOY'S LOVE SCRAMBLE!

2004年
- 好きなものは好きだからしょうがない!! -FIRST LIMIT&TARGET†NIGHTS- Sukisyo! Episode #01+#02（子供時代の祭）
- 好きなものは好きだからしょうがない!! -RAIN- Sukisyo! Episode #03（子供時代の祭）
- BLACK/MATRIX OO（レア）

2005年
- リモートコントロールダンディSF（少年時代のユニ）

2006年
- レッスルエンジェルス サバイバー（チョチョカラス、マリア・クロフォード）

2007年
- BLEACH DS 2nd 黒衣ひらめく鎮魂歌（壺府リン）

2008年
- レッスルエンジェルス サバイバー2（チョチョカラス、マリア・クロフォード）

2010年
- イース -フェルガナの誓い-（アーニャ、シンシア）

2015年
- MÚSECA（RIDERUCA）

2016年
- ペルソナ5

2019年
- ペルソナ5 ザ・ロイヤル

2024年
- ペルソナ3 リロード（寺内）

### ドラマCD
- 恋ふたたび（アブドゥール）
- ドラマCD テイルズ オブ デスティニー2
- ドラマCD テイルズ オブ シンフォニア
- 私立!三十三間堂学院（増永南）

### ラジオドラマ
- サイコラジオドラマ シリーズI CHAIN-もう一つの未来-（成田美代志）

### 吹き替え
- コアラのいたずらキッチン（ニック）
- ザ・ソプラノズ 哀愁のマフィア（エロディ、ジャネール）
- ジェニーはティーン☆ロボット（ノーラ・ウェイクマン）
- ナイトウィッチ（カーチャ）
- マルコム in the Middle（アンドレア、トニー、ビリーの母）

### テレビ
- FNS地球特捜隊ダイバスター（ユリッペ）
- トリビアの泉 〜素晴らしきムダ知識〜（VO）
- 謎を解け!まさかのミステリー（VO）
- ポンキッキーズ（VO）
- めざましテレビ（VO）

### その他
- WEB映像 BLEACH-FAN『森田君の一護一笑FIRE!』（アシスタント）
- 警視庁犯罪被害者対策室（看護婦（顔出し））
- 同期のサクラ（菊夫の妹（声））

### シリーズ一覧
1. ↑  第1クール（2022年）、第3クール『-相剋譚-』（2024年）